# わかつきひかる
わかつき ひかる（女性、11月16日 - ）は、日本の小説家（ジュブナイルポルノ及びライトノベル作家）。京都府出身、奈良県在住。若月 凛名義でも作品を書いている。

## 略歴および作風
コンピュータ専門学校卒業後、派遣社員として働きながら近畿大学法学部通信教育部を卒業。2001年フランス書院ナポレオン大賞を受賞し、受賞作の『いもうと。 -Sweet&Bitter-』（ナポレオンXXノベルス）で同年12月にデビュー。ナポレオンXXノベルス休止後は、新たに創刊された美少女文庫にて引き続き作品を発表し、現在はレーベルの主力作家の1人として精力的に作品を発表している。恋愛要素の強いストーリーに、調教的な要素が多くちりばめられるのが特徴。
また、若月凛名義で官能小説を執筆している。
2006年以降は一般向け小説も発表するようになり、主としてライトノベルのレーベルで精力的に作品を発表している。一般向けにおいては、男女入れ替わり要素 (TSF) のラブコメディをメインとした作風となっている。
一般向けの執筆を始める前には新人賞に投稿していた時期もあった。
ペンネームはフランス書院の担当者による命名で、当初は自分が付けたペンネームを使用できないことに抵抗があったものの現在は気に入っているとコメントしている。
「ジュブナイルポルノの女王」の異名を持ち、本人もプロフィール等で自称することが多い。これは実際に作品の売り上げが大きいこと及び同じジャンルで競合する女性作家が殆どいないため。
自著『文章を仕事にするなら、まずはポルノ小説を書きなさい』において「（男性キャラが複数の女性キャラと肉体関係を持つ）ハーレムものは生理的に受け付けない」と述べている。理由は「男性の浮気にしか思えない」からで、無理をすれば書けないことはなく実際に何作か書いているが嫌々書いているのを読者が見抜くのかピンヒロインものと比べるとあまり売れないと言う。

## 年表
- 2001年：ナポレオン大賞を受賞し、12月に受賞作でデビュー。
- 2003年：美少女文庫にて『後夜祭-君をイジメたい-』を発表。
- 2004年2月発売の美少女ゲーム『いもうと〜Sweet&Bitter〜』(ANIM) にてシナリオを担当。
- 2006年9月にZIGZAG NOVELS（リーフ出版）より「うぶこい応援委員会」に参加し、初の一般向けの作品を発表。
- 『週刊アスキー』（アスキー）2006年12月12日号から2007年11月6日号まで、田中哲弥・森永卓郎・秋元康らとリレーコラム「週アス漫研」を担当。
- 『comicキャンドール』（実業之日本社）2006年12月から2007年7月まで「ひ・み・つの花園」を連載。
- 2007年：若月凛名義の「舞妓調教」が幻冬舎アウトロー大賞特別賞を受賞。12月に幻冬舎アウトロー文庫で刊行。
- 2007年8月、HJ文庫（ホビージャパン）より『AKUMAで少女』で一般向けライトノベルデビュー[3]。
- 2008年3月、『AKUMAで少女』が「キャラの!」Vol.9より蒼月しのぶの作画によってコミック化され、連載される。
- 2008年5月に新レーベルとして創刊された一迅社文庫にて第一弾ラインナップの1人として起用され『ふたかた』を発表。
- 2008年6月発売の『メガミマガジンクリエイターズ』Vol.12よりVol.16まで「天使はいつも忙しい」を連載。挿絵は花邑まい。
- 2011年、宝島社この官能小説がすごい！岩井志麻子賞を受賞。（若月凛 名義）
- 2012年3月、第2回創元SF短編賞最終候補に残った『ニートな彼とキュートな彼女』がアンソロジー『原色の想像力』2巻に収録される。
- 2014年4月、『ニートな彼とキュートな彼女』が「世にも奇妙な物語 2014年 春の特別編」にて映像化される。
- 2015年3月、中高年向けの小説執筆のハウツー本『50代60代なら誰でも面白い小説が書ける』を発表。

## 連載
天使はいつも忙しい
挿絵：花邑まい、『メガミマガジンクリエイターズ』（学習研究社）Vol.12（2008年6月） - Vol.16（2009年6月）
AKUMAで少女（漫画化原作）
作画：蒼月しのぶ、『キャラの!』（ホビージャパン）Vol.9（2008年3月） - Vol.13（2009年1月号）
AKUMAでメイド
挿絵：高階@聖人、『キャラの!』（ホビージャパン）Vol.12（2008年11月号） - Vol.13（2009年1月号）
ひ・み・つの花園
挿絵：OZUMA、『comicキャンドール』（実業之日本社）Vol.37（2007年2月8日号） - Vol.44（2007年9月10日号）
週アス漫研
『週刊アスキー』（アスキー・メディアワークス）通巻616号（2006年12月12日号） - 通巻660号（2007年11月6日号） 4号おきに連載
いっぱい飲んでね
若月凛名義、綜合図書『特選小説』（綜合図書）2009年11月号 - 2010年1月号
桃色フェロモン
若月凛名義、『日刊ゲンダイ』週末特別版 2011年9月10日 - 2011年10月22日（全8回）
美女たちの誘惑
若月凛名義、挿絵：川島健太郎、『週刊実話』（日本ジャーナル出版）Vol.1（2013年1月10日・17日 新春合併号）- Vol.21（2013年6月6日 特大号）

## 著書一覧

### 一般小説

#### ライトノベル
- 「AKUMAで少女」シリーズ （全4巻、挿絵：高階@聖人、ホビージャパン〈HJ文庫〉、2007年8月 - 2008年8月）
- ふたかた （挿絵：巻田佳春、一迅社〈一迅社文庫〉、2008年5月）
- 「放課後の世界征服」シリーズ （全2巻、挿絵：歩鳥、ホビージャパン〈HJ文庫〉、2009年2月 - 5月）
- 天使はいつも忙しい （挿絵：花邑まい、学習研究社〈メガミ文庫〉、2009年9月）
- 「ラッキーメイド天くん」シリーズ （全2巻、挿絵：里海ひなこ〉、ホビージャパン〈HJ文庫〉、2009年11月 - 2010年4月）
- そだてて！まりあ！ （挿絵：黒田bb、集英社〈スーパーダッシュ文庫〉、ISBN 978-4-08-630542-6、2010年3月）
- 「ダンス・ウィズ・エリシア」シリーズ （既刊2巻、挿絵：CH@R、集英社〈スーパーダッシュ文庫〉）

1. 『ダンス・ウィズ・エリシア 死すべき王子と幼き女王』 ISBN 978-4-08-630615-7、2011年5月
2. 『ダンス・ウィズ・エリシア 魔女の祝福、ふたりの絆』 ISBN 978-4-08-630654-6、2011年12月

- 「ありすさんと正義くんは無関係ですか？」シリーズ （既刊3巻、挿絵：侑、ホビージャパン〈HJ文庫〉、2011年6月 - 2012年4月）
- 恋愛負け組の僕に、Hなメイドが届きました。 （挿絵：雛咲、宝島社〈このライトノベルがすごい!文庫〉、2014年1月）
- 仏教学校へようこそ （挿絵：犬江しんすけ、ホビージャパン〈HJ文庫〉、2014年4月）
- 水精霊師の契約魔法 （挿絵：津雪、一迅社〈一迅社文庫〉、2014年4月）
- リバースツインズ〜僕が女子高に通った理由（わけ） （挿絵：有馬侭、ポニーキャニオン〈ぽにきゃんBOOKS〉2015年5月）
- 異世界でトレーナーをしています。 （既刊2巻、挿絵：植田亮、ホビージャパン〈HJ文庫〉、2016年2月 - 6月）
- ブルー・ブラック・プラネット〜僕らは地球の夢を見る〜 （挿絵：紅緒、ポニーキャニオン〈ぽにきゃんBOOKS〉、2016年8月）
- 君に謝りたくて俺は （挿絵：羽鳥ぴよこ、講談社〈講談社ラノベ文庫〉、2017年7月）
- JKでエロラノベ作家ですが何か? （挿絵：Kou、講談社〈講談社ラノベ文庫〉、2019年1月）
- 伝説の幼女王（300歳）頼れる冒険者とダンジョンへ旅立つ （挿絵：かぼちゃ、ホビージャパン〈HJ文庫〉、2019年10月）

#### 一般文庫
- おいらん同心捕物控 （カバーイラスト：室谷雅子、富士見書房〈富士見新時代小説文庫〉、2015年3月）
- 公家姫挿し花屋控帳 （若月ヒカル名義、カバーイラスト：さやか、白泉社〈招き猫文庫〉、2015年9月）
- あきんど姫様 （若月ヒカル名義、カバーイラスト：卯月みゆき、宝島社〈宝島社文庫「この時代小説がすごい!」シリーズ〉、2015年12月）

#### 短編小説（アンソロジー参加）
- うぶこい〜初恋成就戦争なんだからね!! （「百合園薫」編を担当、リーフ出版〈ZIGZAG NOVELS〉、ISBN 978-4-434-08203-0 (4-434-08203-5)、2006年9月）
- ニートな彼とキュートな彼女 （『原色の想像力(2)』収録、東京創元社〈創元SF文庫〉、ISBN 978-4-488-73902-7、2012年3月）

#### ノベライズ
- To LOVEる -とらぶる- 危ないガールズトーク （ノベライズ：ワカツキヒカル、原作：矢吹健太朗・長谷見沙貴、集英社〈JUMP j-BOOKS〉、ISBN 978-4-08-703208-6、2009年8月）
- To LOVEる -とらぶる- ダークネス Little Sisters <りとしす> （ノベライズ：ワカツキヒカル、原作：矢吹健太朗・長谷見沙貴、集英社〈JUMP j-BOOKS〉、ISBN 978-4-08-703271-0、2012年8月）

### ジュブナイルポルノ

#### 美少女文庫
フランス書院発行。
|     | タイトル                                                               | 発刊年月日     | ISBN                   | 挿絵           |
| --- | ---------------------------------------------------------------------- | -------------- | ---------------------- | -------------- |
| 1.  | 後夜祭〜君をイジメたい                                                 | 2003年8月1日   | ISBN 978-4829657102    | 三月春人       |
| 2.  | 永遠の君へ〜隣の妹                                                     | 2003年12月10日 | ISBN 978-4829657140    | Tony           |
| 3.  | 応援します!〜あなただけのチアリーダー                                  | 2004年2月28日  | ISBN 978-4829657218    | あまの・よ〜き |
| 4.  | 大好き♥わたしのお兄ちゃん                                              | 2004年5月30日  | ISBN 978-4829657270    | 三月春人       |
| 5.  | 銀盤プリンセス〜生意気なMドレイ                                        | 2004年8月1日   | ISBN 978-4829657324    | あきら         |
| 6.  | 生徒会長はお嬢様〜Dear my princess                                     | 2004年12月1日  | ISBN 978-4829657409    | 村上水軍       |
| 7.  | 歌劇団プリンセス〜ふたりは一緒!                                        | 2005年2月1日   | ISBN 978-4829657454    | あきら         |
| 8.  | メイド イン プリンセス                                                 | 2005年5月1日   | ISBN 978-4829657522    | にしき義統     |
| 9.  | 恋姉妹〜どっちにするの!?                                               | 2005年10月1日  | ISBN 978-4829657614    | 神無月ねむ     |
| 10. | お姉さんはサンタクロース                                               | 2005年11月1日  | ISBN 978-4829657683    | みけおう       |
| 11. | テニス部プリンセス〜わがままな恋ドレイ                                 | 2006年2月1日   | ISBN 978-4829657744    | あきら         |
| 12. | ラブデス〜恋する☆死神                                                  | 2006年4月1日   | ISBN 978-4829657805    | フミオ         |
| 13. | なでしこ寮へいらっしゃい♥                                              | 2006年7月1日   | ISBN 978-4829657874    | 神無月ねむ     |
| 14. | ずっと一緒の、恋姉妹                                                   | 2006年10月1日  | ISBN 978-4829657959    | 丸ちゃん。     |
| 15. | Secret Teacher〜先生はボディガード!                                    | 2007年1月      | ISBN 978-4-8296-5802-4 | 屡那           |
| 16. | My妹（マイマイ）                                                       | 2007年3月      | ISBN 978-4-8296-5809-3 | みやま零       |
| 17. | お嬢様×お嬢様〜ふたりは恋ドレイ!?〜                                    | 2007年7月      | ISBN 978-4-8296-5817-8 | あきら         |
| 18. | My姉                                                                   | 2007年10月     | ISBN 978-4-8296-5826-0 | みやま零       |
| 19. | Myメイド                                                               | 2007年12月     | ISBN 978-4-8296-5834-5 | みやま零       |
| 20. | ナイショの生徒会長〜放課後はキミの下着モデル♥〜                        | 2008年3月      | ISBN 978-4-8296-5841-3 | あきら         |
| 21. | My姫                                                                   | 2008年6月      | ISBN 978-4-8296-5851-2 | みやま零       |
| 22. | いもうと。〜Sweet&bitter                                               | 2008年8月      | ISBN 978-4-8296-5857-4 | みついまな     |
| 23. | Myドル                                                                 | 2008年10月     | ISBN 978-4-8296-5863-5 | みやま零       |
| 24. | My妹〜小悪魔なAカップ                                                  | 2009年2月      | ISBN 978-4-8296-5874-1 | みやま零       |
| 25. | ボクの女神は淫魔（リリス）サマ!?                                       | 2009年6月      | ISBN 978-4-8296-5884-0 | みやま零       |
| 26. | お姉ちゃんがいちばんでしょ!?                                           | 2009年10月     | ISBN 978-4-8296-5900-7 | 有子瑶一       |
| 27. | ガールズ☆レッスン                                                      | 2009年11月     | ISBN 978-4-8296-5894-9 | みやま零       |
| 28. | 月下の巫女                                                             | 2010年2月      | ISBN 978-4-8296-5914-4 | CARNELIAN      |
| 29. | My姫なごみ                                                             | 2010年4月      | ISBN 978-4-8296-5923-6 | みやま零       |
| 30. | 妹はアンバランス                                                       | 2010年7月      | ISBN 978-4-8296-5936-6 | ひなたもも     |
| 31. | My姫 プリンセスの休日                                                  | 2010年10月     | ISBN 978-4-8296-5947-2 | みやま零       |
| 32. | お嬢様の恋人試験                                                       | 2011年1月      | ISBN 978-4-8296-5958-8 | 水月悠         |
| 33. | Myメイド 洋館の女中さん                                                | 2011年3月      | ISBN 978-4-8296-5968-7 | みやま零       |
| 34. | お嫁な生徒会長                                                         | 2011年7月      | ISBN 978-4-8296-5980-9 | きみづか葵     |
| 35. | My先生                                                                 | 2011年10月     | ISBN 978-4-8296-5991-5 | みやま零       |
| 36. | お姉ちゃん先生が料理してあげる♥                                        | 2011年12月     | ISBN 978-4-8296-5998-4 | たにはらなつき |
| 37. | 学園の女王様を一日デート券で好きにしちゃえ!                            | 2012年5月      | ISBN 978-4-8296-6215-1 | あまかわあきと |
| 38. | お嬢様がお買い上げ 振り袖彼女はご主人様で恋のドレイ                    | 2012年8月      | ISBN 978-4-8296-6225-0 | みけおう       |
| 39. | なぎなたなでしこ恋変化                                                 | 2012年12月     | ISBN 978-4-8296-6237-3 | 犬洞あん       |
| 40. | メイドは手枷足枷ご奉仕付き!                                            | 2013年4月      | ISBN 978-4-8296-6248-9 | ひなたもも     |
| 41. | 先生はエロエロバージン!?                                               | 2013年8月      | ISBN 978-4-8296-6261-8 | さとーさとる   |
| 42. | 日ノ本の巫女                                                           | 2013年11月     | ISBN 978-4-8296-6271-7 | みけおう       |
| 43. | 闘技場（コロシアム）の戦姫                                             | 2014年2月      | ISBN 978-4-8296-6282-3 | HIMA           |
| 44. | あやかし和メイド                                                       | 2014年7月      | ISBN 978-4-8296-6295-3 | さとーさとる   |
| 45. | 破滅姫と淫呪の帝笏（レガリア）                                         | 2014年10月     | ISBN 978-4-8296-6304-2 | HIMA           |
| 46. | FカップのJC妹がHなイタズラをしてきます。                               | 2014年12月     | ISBN 978-4-8296-6312-7 | 庄名泉石       |
| 47. | クリスティナ戦記 奉仕の姫騎士と国境の商人                              | 2015年9月      | ISBN 978-4-8296-6339-4 | うるし原智志   |
| 48. | 監獄城の囚人姫                                                         | 2016年2月      | ISBN 978-4-8296-6350-9 | うるし原智志   |
| 49. | 魔剣の魔メイドと魔の祝福                                               | 2016年6月      | ISBN 978-4-8296-6365-3 | HIMA           |
| 50. | My妹 魔女の林檎                                                        | 2016年10月     | ISBN 978-4-8296-6324-0 | みやま零       |
| 51. | エルフ嫁と新婚スローライフ                                             | 2016年11月     | ISBN 978-4-8296-6378-3 | 八坂ミナト     |
| 52. | 亡国の剣姫と忘国の魔王                                                 | 2017年3月      | ISBN 978-4-8296-6389-9 | つかこ         |
| 53. | 桜の咲くころ、僕と妹（きみ）は再会する                                 | 2017年5月      | ISBN 978-4-8296-6397-4 | 樋上いたる     |
| 54. | 処刑姫リーゼロッテ                                                     | 2017年10月     | ISBN 978-4-8296-6408-7 | うるし原智志   |
| 55. | 金色狼な妹と新婚スローライフ                                           | 2017年11月     | ISBN 978-4-8296-6414-8 | 三上ミカ       |
| 56. | 僕の小さなエルフ義母                                                   | 2018年5月      | ISBN 978-4-8296-6426-1 | うるし原智志   |
| 57. | 世界最強の魔法剣士師匠と竜殺し                                         | 2018年11月     | ISBN 978-4-8296-6450-6 | 西E田          |
| 58. | 銀氷のブリュンヒルデ 祖国防衛のため最強の戦乙女が嫁になりました        | 2019年10月     | ISBN 978-4-8296-6482-7 | 睦茸           |
| 59. | アサシンメイドとスパイ卿                                               | 2020年4月      | ISBN 978-4-8296-6492-6 | うるし原智志   |
| 60. | 国王になったが妹は俺を嫌うし、国庫は大赤字で大変です                   | 2020年6月      | ISBN 978-4-8296-2108-0 | みやま零       |
| 61. | いもうとはGALかわいい                                                  | 2020年9月      | ISBN 978-4-8296-2116-5 | 犬江しんすけ   |
| 62. | うちのメイドはなんでもできる。―私の可愛すぎるご主人様―                 | 2021年3月      | ISBN 978-4-8296-2134-9 | 中村カンコ     |
| 63. | 殺したいランキング1位の帰国子女クラスメイトが嫁になりました            | 2021年6月      | ISBN 978-4-8296-2142-4 | みやま零       |
| 64. | 時々、守護（まも）らなければいけない軍事国家のお姫様転校生サーシャさん | 2022年1月      | ISBN 978-4-8296-2158-5 | みやま零       |

#### その他
- いもうと。〜Sweet&bitter （挿絵：三月春人、フランス書院〈ナポレオンXXノベルス〉、ISBN 4-8296-3731-5、2001年12月）
- ボーイ・ミーツ・ガール〜すく〜る☆すて〜じ （原作：フロントウイング/挿絵：しんたろー、ハーヴェスト出版〈ハーヴェスト・ノベルス〉、ISBN 4-434-08083-0、2006年8月）
- ボーイ・ミーツ・ガール〜まじかる♥すて〜じ （原作：フロントウイング/挿絵：しんたろー、ハーヴェスト出版〈ハーヴェスト・ノベルス〉、ISBN 4-434-08186-1、2006年9月）
- 女王陛下の配送人（挿絵：HIMA、電撃G's magazine5月号増刊『電撃おとなの萌王 Vol.03』収録、KADOKAWA、2014年3月）
- 「元妹」幼なじみは量産型男子に兄恋する（電子書籍、挿絵：StarLime、フランス書院〈フランス書院eブックス〉、2022年4月）

### ティーンズラブ小説

#### ティアラ文庫
プランタン出版（フランス書院）発行。
- 王子が恋した女神姫〜薔薇と陰謀の舞踏会 （挿絵：早瀬あきら、ISBN 978-4-8296-6513-8、2009年9月）
- マフィアに捧げるラブソング （挿絵：辰巳仁、ISBN 978-4-8296-6568-8、2011年4月）
- スルタンに奪われて （挿絵：カミシロミドリマル、ISBN 978-4-8296-6598-5、2012年2月）
- ヴェネツィア新婚物語 花嫁の秘密、花婿の秘密 （挿絵：早瀬あきら、ISBN 978-4-8296-6628-9、2012年10月）

#### その他
- 囚われの小鳥は甘く啼く （挿絵：すがはらりゅう、集英社〈シフォン文庫〉、ISBN 978-4-08-670013-9、2012年11月）
- 熱砂の王子と金の姫 王宮の夜は淫らに更けて （挿絵：壱コトコ、発行：インフォレストパブリッシング、発売：インフォレスト〈ジュリエット文庫〉、ISBN 978-4-8006-2015-6、2013年7月）
- カフェーで恋をして 大正華族ロマン （挿絵：三浦ひらく、リブレ出版〈乙蜜ミルキィ文庫〉、ISBN 978-4-7997-1428-7、2014年1月）
- 王子殿下の花嫁〜貧乏お嬢様の甘いちゃ新婚生活〜 （挿絵：ODEKO、Jパブリッシング〈ロイヤルキス文庫、2016年9月〉

### 官能小説

#### わかつきひかる名義

##### 竹書房ラブロマン文庫
- ふしだらフィットネス （ISBN 9784801918450、2019年4月）

##### 短編小説（アンソロジー参加）
- 人妻派遣社員がおしえてあげる （『〈金曜日21時〉オフィス熟女』収録、フランス書院〈フランス書院文庫アンソロジー〉、ISBN 4-8296-1406-4、2006年2月）
- 同窓会のあとに （『淫らな熟女 -書き下ろし官能傑作選12-』収録、ミリオン出版〈大洋文庫〉、ISBN 978-4-8130-7067-2、2007年3月）
- あわてないでね （『未亡人の疼き -書き下ろし官能傑作選14-』収録、ミリオン出版〈大洋文庫〉、ISBN 978-4-8130-7071-9、2007年9月）
- 寂しかったの （『未亡人の秘密 -書き下ろし官能傑作選18-』収録、大洋図書〈大洋文庫〉、ISBN 978-4-8130-7081-8、2008年9月）
- 騙すつもりじゃなかったのに （『蠱惑〜美人妻の熟れ肌〜 -官能アンソロジー-』収録、河出書房新社〈河出i文庫〉、ISBN 978-4-309-48251-4、2007年11月）

#### 若月凛名義

##### 幻冬舎アウトロー文庫
- 舞妓調教 （カバーイラスト：遠藤拓人、ISBN 9784344410695、2007年12月）
- 舞妓誘惑（カバーイラスト：遠藤拓人、ISBN 9784344412484、2008年11月）
- 華族調教 （カバーイラスト：遠藤拓人、ISBN 9784344414198、2009年12月）
- 公家姫調教（カバーイラスト：遠藤拓人、ISBN 9784344415959 、2010年12月）
- 両手に花を （カバーイラスト：遠藤拓人、ISBN 9784344417946、2011年12月）

##### その他
- 京のとらわれ姫 （カバーイラスト：安里英晴、フランス書院〈時代艶文庫〉、ISBN 9784829681169、2011年2月）
- 愛欲のバブリーナイト （宝島社〈宝島社文庫〉、ISBN 9784796684385、2011年7月）

### ハウツー本
秀和システム
- 50代60代なら誰でも面白い小説が書ける （ISBN 978-4-7980-4283-1、2015年3月）

CLAPスマートブックス
- 生業としての小説家戦略 専業作家として一生食っていくための「稼げる」マニュアル54（電子書籍、2017年4月）
- 人生経験を生かして小説家になろう！ 今すぐ使える執筆メソッド36の書き方・売り出し方（電子書籍、2017年10月）

雷鳥社
- 文章を仕事にするなら、まずはポルノ小説を書きなさい（カバーイラスト：森夜ユカ、ISBN 978-4-8441-3726-9、2017年6月）
- 日曜ポルノ作家のすすめ（カバーイラスト：ミサカ、ISBN 978-4-8441-3743-6、2018年4月）
- やっぱり王道がおもしろい カタを使った物語の生み出しカタ（カバーイラスト：たなか、ISBN 978-4-8441-3757-3、2019年7月）

### 漫画原作
- 推しとの同居が尊すぎます!（ウェブトゥーン、 キャラデザ・ネーム・作画：ムネヤマヨシミ、集英社〈ジャンプTOON〉、2024年9月 - 連載中）

## ゲーム
いもうと〜Sweet&Bitter〜（シナリオ 2004年2月6日発売 ANIM）
同名小説の18禁アドベンチャーゲーム。シナリオを担当し、本人による書き下ろし追加ルートあり。キャラクターデザインは原書と同じ三月春人。2005年6月10日ダウンロード版発売。Windows 98/Me/2000/XP対応。
なむあみだ仏っ!（イベントシナリオ 2017年7月11日-7月18日開催 ビジュアルワークス）
女性向け全年齢向けブラウザゲーム。イベントシナリオ「仏前の契り～The Summer Bride～」を担当。2017年7月11日より7月18日まで開催。スマートフォンとパソコンの両対応。

## 映像作品

### OVA
My妹〜小悪魔なAカップ〜
同名の小説の18禁OVA。上下2巻で、製作はメリー・ジェーン。上下2巻をまとめた「完全版」も発売。
- 上巻 お兄ちゃんなんて大嫌い!?（2012年7月6日発売）
- 下巻 お兄ちゃんに夢中だよ（2012年9月28日発売）
- 完全版（2014年12月5日発売）

闘技場の戦姫〜another story〜
同名の小説を元としたオリジナルストーリー（原作から分岐したパラレル）の18禁OVA。上下2巻で、製作はメリー・ジェーン。
- 上巻 すべてを捧げた戦姫（2015年12月4日発売）
- 下巻 囚われの戦姫（2016年1月8日発売）

### TVドラマ
ニートな彼とキュートな彼女
同名の小説のドラマ化。フジテレビ『土曜プレミアム』『世にも奇妙な物語 2014年 春の特別編』の中の1作。2014年4月5日に放映。